# Кириленко, Андрей Павлович
Андре́й Па́влович Кириле́нко (26 августа (8 сентября) 1906, с. Алексеевка, Алексеевская волость, Бирюченский уезд, Воронежская губерния, Российская империя — 12 мая 1990, Москва, СССР) — советский государственный и партийный деятель.

## Биография

Памятник Кириленко Андрею Павловичу в г. Алексеевка

Родился 26 августа (8 сентября) 1906 в селе Алексеевка Алексеевской волости Бирюченского уезда Воронежской губернии Российской империи (ныне город в составе Алексеевского района Белгородской области России), в семье неграмотного и религиозного кустаря, русский. Окончил сельскую школу (1920) и Алексеевскую профтехшколу (1925). Трудовую деятельность начал электрослесарем в Острогожске. Член ВКП(б) с 1931 года.
В 1925—1929 годах работал на предприятиях Воронежской губернии, в апреле 1927 – апреле 1928 – слушатель электрокурсов профессионально-технической школы, затем на шахте в Донбассе. В 1929—1930 годах находился на комсомольской, советской, кооперативной работе. В августе–ноябре 1929 инструктор Острогожского окружного комитета ВЛКСМ, в ноябре 1929 – декабре 1930 инструктор Острогожского окружного отдела местного хозяйства, заведующий организационным отделом Правления центрального рабочего кооператива.
В декабре 1930 – сентябре 1932 учился в Новочеркасском авиационном институте, затем перевёлся в Рыбинский авиационный институт (Ярославская область), который окончил в 1936.
В 1936—1938 годах инженер-конструктор авиационного завода в Запорожье (Запорожский моторостроительный завод). С 1938 года на партийной работе: второй секретарь Ворошиловского районного комитета ВКП(б) Запорожской области, в феврале–ноябре 1939 секретарь и с ноября 1939 по 1947 второй секретарь Запорожского обкома ВКП(б) (в 1946—1947 годах первым секретарём областного комитета ВКП(б) был Л. И. Брежнев).
С началом Великой Отечественной войны непосредственно участвовал в осуществлении военно-мобилизационных мероприятий и эвакуации промышленных предприятий и материальных ценностей Запорожской области в тыл страны. С ноября 1941 по апрель 1942 года — член Военного совета 18-й армии Южного фронта, где служил вместе с будущим генеральным секретарём ЦК КПСС Л. И. Брежневым. С 1943 по 1944 год — уполномоченный Государственного комитета обороны на авиационном заводе в Москве. В это время на предприятии было освоено и значительно расширено производство новейшей авиационной техники для ВВС.
В 1947—1950 годах — первый секретарь Николаевского областного комитета КП(б)У. В 1950—1955 годах — первый секретарь Днепропетровского обкома КПУ. С января 1949 по январь 1956 член ЦК КПУ. В 1955 году —  инспектор ЦК КПСС. С декабря 1955 по апрель 1962 — первый секретарь Свердловского обкома КПСС.
По воспоминаниям Е. З. Разумова, помощника первого секретаря Свердловского обкома КПСС, именно Кириленко проявил инициативу по строительству резиденций для высокопоставленных руководящих работников.
В 1956—1957 и 1961—1966 годах — член, а в 1962—1966 годах — 1-й заместитель председателя Бюро ЦК КПСС по РСФСР и одновременно в 1962—1964 годах — председатель Бюро ЦК КПСС по руководству промышленностью РСФСР.
Во время событий 1962 года в Новочеркасске прибыл в город 1 июня и совместно с Ф. Р. Козловым, А. И. Микояном, А. Н. Шелепиным и Д. С. Полянским, принял  решение о силовом подавлении выступлений рабочих.
Участвовал в смещении Н. С. Хрущёва в октябре 1964 года. По тем же воспоминаниям Е. З. Разумова, возвратившись 16 октября 1964 с пленума ЦК, заявил: «Вот что значит хорошо подготовить вопрос. Какого зверя завалили! Это похлеще, чем кокнуть кабана».
Член ЦК КПСС (1956—1986), член Политбюро (Президиума) ЦК КПСС 23 апреля 1962 года — 22 ноября 1982 года (кандидат с 29 июня 1957 года по 31 октября 1961 года), секретарь ЦК КПСС (8 апреля 1966 года — 22 ноября 1982 года), курировал промышленность, капитальное строительство, транспорт и связь. Депутат Верховного Совета СССР 3—10-го созывов.
В мае 1967 года, при замене председателя КГБ В. Е. Семичастного на Ю. В. Андропова представлял нового руководителя на расширенной коллегии КГБ.
В 1970 году по поручению Политбюро вызывал находившегося на пенсии Н. С. Хрущева и требовал прекратить работу над мемуарами, предупреждая, что возможная передача их на Запад будет являться непартийной акцией.
В 1976 году принимал участие в работе пленума Свердловского обкома КПСС, избравшего Б. Н. Ельцина 1-м секретарём Свердловского обкома КПСС.
В середине 1970-х годов считался одной из важнейших фигур в партии и возможным преемником Л. И. Брежнева на посту Генерального секретаря ЦК КПСС.

В начале 70-х годов Кириленко входил в руководящую четвёрку секретариата и политбюро. Это были Брежнев, Подгорный – председатель президиума Верховного Совета, Суслов – фактический второй секретарь ЦК, без которого не решались никакие серьёзные вопросы, в том числе и кадровые. Четвёртым был А. П. Кириленко, курировавший весь военно-промышленный комплекс СССР. Учитывая, что этот комплекс пожирал не менее половины лучших интеллектуальных ресурсов и около 80 процентов финансовых и материальных фондов страны, секретарь по оборонке был более влиятельным человеком, чем председатель Совета министров СССР.
— И. Синицин. Андропов вблизи. — М., 2015. — С. 130–132
При отсутствии М. А. Суслова председательствовал на заседаниях Секретариата ЦК КПСС. Был председателем комиссии по организации похорон Ф. Д. Кулакова.
Однако в дальнейшем его роль снизилась в связи с нарушением мозговой деятельности. В 1980 году пережил инфаркт. Л. Млечин утверждал, что в марте 1981 года, когда на XXVI съезде КПСС ему поручили зачитать список кандидатов в члены ЦК КПСС, Кириленко не смог правильно произнести ни одной фамилии. А А. Черняев сообщал, что

Он перевирал почти каждую фамилию, ставил совершенно немыслимые ударения даже в самых простых русских фамилиях, причём так, что, как правильно сказал вслух один из рязанцев, «люди, наверно, узнаю́т себя только по должностям» (которые назывались после фамилии). Некоторые он читал по слогам сначала будто бы для себя, а потом «целиком» – для зала. Фамилии инородцев вовсе невозможно было разобрать. И зал, и президиум во главе с Брежневым откровенно смеялись. Шум нарастал. Рязанцы вокруг простодушно передразнивали произношение «всесильного третьего» в нашей партии. В общем, скандал полный.
Кстати, сам он получил голосов «против» больше, чем кто-либо другой из баллотировавшихся в ЦК, в кандидаты ЦК и в члены Центральной Ревизионной комиссии, а именно десять «против».
— А. Черняев. Совместный исход. — М., 2010. — С. 443
Из-за атрофии головного мозга в 1982 году впал в старческий маразм, тем не менее написал Брежневу письмо с просьбой оставить его на работе. Последний раз участвовал в заседании Секретариата ЦК 7 сентября 1982 года. На ноябрьском пленуме ЦК, прошедшем через 12 дней после смерти Брежнева, отправлен на пенсию.
По мнению коллег, он «был неустойчивый человек, очень мнительный, далеко не лишён подхалимства», «Руководить заседанием Секретариата ему было трудно. Не хватало эрудиции, умения правильно высказать мысль, тактично проявить требовательность. Очень неприятное впечатление на всех... весьма образованных и опытных людей, производило его косноязычие, с возрастом усугублявшееся». «Его высокомерно назидательный тон бил по нервам, а косноязычие приводило к тому, что разговор с ним превращался в сплошную муку, никак нельзя было понять, что он хочет сказать».
Похоронен в Москве на Троекуровском кладбище.

### Семья
- Жена — Кириленко Елизавета Ивановна (1912—1994).
- Дочь — Валентина Андреевна[16]. Филолог. Замужем за Ю. П. Семёновым[17].
- Сын — Анатолий Андреевич[16][18].

## Образ А. П. Кириленко в массовой культуре
- Роман Игоря Минутко «Бездна» (2002). Прототипом секретаря ЦК КПСС и члена Политбюро ЦК КПСС Александра Павловича Копыленко послужил Андрей Павлович Кириленко.
- В телесериале «Перевал Дятлова» (2020) роль А. П. Кириленко сыграл Владимир Симонов.

## Награды
- Дважды Герой Социалистического Труда (07.09.1966, 07.09.1976)
- семь орденов Ленина (23.01.1948; 02.03.1953; 07.09.1956; 08.03.1958; 07.09.1966; 02.12.1971[19][20], 07.09.1976)
- Орден Октябрьской Революции (07.09.1981)
- Орден Отечественной войны 2-й степени (11.03.1985)
- медали (в том числе «За трудовую доблесть» (25.12.1959))
- Знак «50 лет пребывания в КПСС»

Других стран
- Орден «Георгий Димитров» (НРБ)
- Орден Клемента Готвальда (ЧССР, 15.9.1981)[21]
- Орден Победного Февраля (ЧССР, 26.01.1978)

## Память
- 22 сентября 1977 года на родине Дважды Героя Социалистического Труда А. П. Кириленко в городе Алексеевке Белгородской области, в парке по ул. Гагарина установлен бронзовый бюст, — скульптор Л. Е. Кербель.
- Именем А. П. Кириленко в городе Алексеевке Белгородской области названа улица.